# Grand Prix-wegrace van Spanje 1971
De Grand Prix-wegrace van Spanje 1971 was de twaalfde en afsluitende race van het wereldkampioenschap wegrace voor motorfietsen in het seizoen 1971. De races werden verreden op 25 en 26 september op het Circuito Permanente del Jarama in Madrid.

## Algemeen
Het kwam zelden voor dat de wereldtitelstrijd pas in de laatste race beslist werd, waardoor de organisatoren die aan het einde van het seizoen aan de beurt kwamen publiek én topcoureurs misliepen. In 1971 bleef de spanning echter in vier van de zes klassen tot het einde bestaan. Giacomo Agostini was ruim voor het einde van het seizoen zeker van de winst in de 350- en de 500cc-klassen, maar de zijspanklasse werd pas in haar laatste race (de Ulster Grand Prix) beslist en de 50-, 125- en 250cc-klassen in de Grand Prix van Spanje.
Bij de Grand Prix van Spanje van 1971 ging er het een en ander mis. Tijdens de kwalificatietrainingen werd er met verschillende trainingstijden geschermd om Jan de Vries, kanshebber op de wereldtitel, zenuwachtig te maken. Na de 125cc-race, waarin Ángel Nieto de wereldtitel pakte, kwam er publiek op de baan waardoor Kent Andersson en Dave Simmonds ten val kwamen.
De Nederlanders Theo Bult en Rob Bron deden het erg goed in 1971, maar ze schakelden zichzelf uit voor de beslissende laatste Grand Prix. Bult stond toen nog derde in de 350cc-klasse, Bron stond gedeeld tweede (met Keith Turner) in de 500cc-klasse. Tijdens de nationale kampioenschapsrace in Vessem viel Theo Bult waardoor hij een hersenschudding en een beschadigde rugwervel opliep. Rob Bron had Monza al over moeten slaan door een hersenschudding in een andere nationale race (Oosterwolde), maar brak tijdens de training in Vessem een sleutelbeen.

## 500 cc
In Jarama, waar Giacomo Agostini niet verscheen, nam Dave Simmonds even de leiding, maar hij werd door de Yamaha van Kurt-Ivan Carlsson voorbij gereden alsof hij stilstond. Carlsson reed de snelste raceronde, maar viel terug door een pitstop. Daardoor won Simmonds alsnog. De armoede in de 500cc-klasse werd geïllustreerd door de strijd om de derde plaats, tussen Kaarlo Koivuniemi met een Seeley, Eric Offenstadt met een Kawasaki H 1 R en Benjamín Grau met een opgeboorde Bultaco. Koivuniemi werd tweede, Offenstadt derde en Grau vierde. Keith Turner kon het allemaal niet volgen, maar werd wél vijfde en verdrong daarmee Rob Bron van de tweede plaats in het wereldkampioenschap. Dat eindigde met Agostini als eerste, Turner als tweede en Bron als derde.

### Uitslag 500 cc
| Pos | Coureur            | Merk          | Tijd       | Punten |
| --- | ------------------ | ------------- | ---------- | ------ |
| 1   | Dave Simmonds      | Kawasaki      | 1h 14' 53" | 15     |
| 2   | Kaarlo Koivuniemi  | Seeley        | +1' 32" 7  | 12     |
| 3   | Eric Offenstadt    | SMAC-Kawasaki | +1' 35" 5  | 10     |
| 4   | Benjamín Grau      | Bultaco       | +1' 36" 2  | 8      |
| 5   | Keith Turner       | Suzuki        | +1' 46" 4  | 6      |
| 6   | Jack Findlay       | Suzuki        | +1 ronde   | 5      |
| 7   | Peter Jones        | Suzuki        | +1 ronde   | 4      |
| 8   | Juan Bordons       | Bultaco       | +1 ronde   | 3      |
| 9   | Kurt-Ivan Carlsson | Yamaha        | +2 ronden  | 2      |
| 10  | Emanuele Maugliani | Seeley        | +3 ronden  | 1      |
| 11  | Larbi Habbiche     | Yamaha        |            |        |
| DNF | Bo Granath         | Husqvarna     |            |        |
| DNF | Hansruedi Brüngger | Bultaco       |            |        |
| DNF | Maurice Hawthorne  | Kawasaki      |            |        |

## 350 cc
In de 350cc-klasse ging het nergens meer om en dat was goed te merken. Giacomo Agostini was niet verschenen, maar ook veel andere rijders lieten verstek gaan. Phil Read leidde de race 17 ronden lang, maar viel uit. Teuvo Länsivuori nam de leiding over en won de race met een kleine voorsprong op Kurt-Ivan Carlsson (Yamaha) en Werner Pfirter (Yamaha). In het wereldkampioenschap was Agostini al lang wereldkampioen. Jarno Saarinen werd tweede en terwijl iedereen dacht dat Paul Smart de derde plaats van Theo Bult zou afsnoepen, gebeurde dat door Kurt-Ivan Carlsson, die het hele seizoen eigenlijk niet opgevallen was. Door zijn twaalf punten in Spanje schoot hij iedereen voorbij om derde te worden.

### Uitslag 350 cc
| Pos. | Coureur            | Merk      | Tijd         | Punten |
| ---- | ------------------ | --------- | ------------ | ------ |
| 1    | Teuvo Länsivuori   | Yamaha    | 1h 10' 23" 8 | 15     |
| 2    | Kurt-Ivan Carlsson | Yamaha    | +13" 5       | 12     |
| 3    | Werner Pfirter     | Yamaha    | +1' 09" 7    | 10     |
| 4    | Hannu Kuparinen    | Yamaha    | +1' 30" 1    | 8      |
| 5    | Bo Granath         | Yamaha    | +1 ronde     | 6      |
| 6    | Jack Findlay       | Yamaha    |              | 5      |
| 7    | Giuseppe Mandolini | Aermacchi | +2 ronden    | 4      |
| 8    | Emanuele Maugliani | Yamaha    | +3 ronden    | 3      |
| 9    | Larbi Habbiche     | Yamaha    |              | 2      |
| DNF  | Phil Read          | Yamaha    |              |        |
| DNF  | Paul Smart         | Yamaha    |              |        |

## 250 cc
Rodney Gould had al zeven tellende resultaten en hoefde in Jarama slechts vierde te worden om wereldkampioen te worden. Phil Read en Dieter Braun konden zich alleen maar verbeteren, want zij hadden pas zes tellende resultaten. Gould viel echter al snel na de start uit, waardoor Read ook niet meer voluit hoefde te gaan: nu was voor hém de vierde plaats voldoende. Hij nam wel de leiding, maar liet zich passeren door Jarno Saarinen. Read werd tweede en Chas Mortimer werd derde. In het wereldkampioenschap won Phil Read, Rodney Gould werd tweede en Jarno Saarinen derde.

### Uitslag 250 cc
| Pos | Coureur                      | Merk      | Tijd         | Punten |
| --- | ---------------------------- | --------- | ------------ | ------ |
| 1   | Jarno Saarinen               | Yamaha    | 1h 03' 28" 1 | 15     |
| 2   | Phil Read                    | Yamaha    | +3" 2        | 12     |
| 3   | Chas Mortimer                | Yamaha    | +8" 6        | 10     |
| 4   | Werner Pfirter               | Yamaha    | +32" 4       | 8      |
| 5   | Renzo Pasolini               | Aermacchi | +39" 1       | 6      |
| 6   | John Dodds                   | Yamaha    | +1 ronde     | 5      |
| 7   | Leo Commu                    | Yamaha    | +2 ronden    | 4      |
| 8   | Juan Bordons                 | Bultaco   |              | 3      |
| 9   | Fernando González De Nicolás | Bultaco   |              | 2      |
| 10  | Ramón Galí                   | Bultaco   |              | 1      |
| DNF | Rodney Gould                 | Yamaha    |              |        |

## 125 cc
Na zijn uitschakeling in de 50cc-klasse in Jarama, waar hij zijn wereldtitel verspeelde én een beenwond opliep, moest Ángel Nieto zich zien te concentreren op de 125cc-klasse. Barry Sheene had uit zijn zes beste resultaten al 79 punten, en Nieto had nog maar vijf resultaten, die 72 punten waard waren. Nieto had eerst zijn been moeten laten hechten en had moeite met het aanduwen van zijn machine. In de eerste ronden zaten Nieto, Sheene, Dieter Braun, en Börje Jansson dicht bij elkaar, maar daarna liepen Sheene en Nieto weg van de rest. Doordat Braun viel en Jansson motorproblemen kreeg kwam Chas Mortimer op de derde plaats terecht, maar in de voorlaatste ronde viel Sheene terug doordat zijn Suzuki begon in te houden. Nieto won de race én de wereldtitel, in de race werd Mortimer tweede en Sheene derde. In het wereldkampioenschap werd Barry Sheene tweede en Börje Jansson werd derde.

### Uitslag 125 cc
| Pos | Coureur           | Merk      | Tijd      | Punten |
| --- | ----------------- | --------- | --------- | ------ |
| 1   | Ángel Nieto       | Derbi     | 56' 23" 8 | 15     |
| 2   | Chas Mortimer     | Yamaha    | +1' 00" 5 | 12     |
| 3   | Barry Sheene      | Suzuki    | +1' 07" 6 | 10     |
| 4   | Dave Simmonds     | Kawasaki  | +1' 17" 5 | 8      |
| 5   | Kent Andersson    | Yamaha    | +1' 25" 5 | 6      |
| 6   | Otello Buscherini | Derbi     | +1' 30" 3 | 5      |
| 7   | Gert Bender       | Maico     | +1 ronde  | 4      |
| 8   | Benjamín Grau     | Bultaco   |           | 3      |
| 9   | Aldo Pero         | Aermacchi |           | 2      |
| 10  | Ramón Galí        | Bultaco   |           | 1      |
| DNF | Dieter Braun      | Maico     | val       |        |
| DNF | Börje Jansson     | Maico     | motor     |        |

## 50 cc
Heel erg sportief ging het er in de 50cc-race niet aan toe. Er werd gegoocheld met trainingstijden en Ángel Nieto liet zijn tegenstanders op het startveld wachten (en hun motoren afkoelen) tot het laatste moment. Herman Meijer had met zijn Jamathi de beste start, en Jan de Vries en Nieto joegen achter hem aan. Het Circuito Permanente del Jarama was echter een bochtige baan, waarop Nieto moeilijk kon slipstreamen en moeite had met de betere acceleratie van de Van Veen-Kreidler van de Vries. Hij moest veel risico's nemen en al na twee minuten racen lag hij in de strobalen. Hij liep een diepe beenwond op en de wereldtitel was beslist in het voordeel van Jan de Vries. Die had al snel een flinke voorsprong op zijn teamgenoot Jarno Saarinen, waardoor er in de wedstrijd weinig spanning was. Herman Meijer kon zijn derde plaats tot het einde vast houden. De Vries was dus wereldkampioen, Nieto tweede en Jos Schurgers, die in Jarama uit was gevallen, werd uiteindelijk derde.

### Uitslag 50 cc
| Pos | Coureur        | Merk              | Tijd      | Punten |
| --- | -------------- | ----------------- | --------- | ------ |
| 1   | Jan de Vries   | Van Veen-Kreidler | 36' 47" 2 | 15     |
| 2   | Jarno Saarinen | Van Veen-Kreidler | +50"      | 12     |
| 3   | Herman Meijer  | Jamathi           | +1' 31" 6 | 10     |
| 4   | Rudolf Kunz    | Kreidler          | +1' 36" 4 | 8      |
| 5   | Jan Bruins     | Kreidler          | +1' 57" 2 | 6      |
| 6   | Leo Commu      | Jamathi           | +1 ronde  | 5      |
| 7   | Luigi Rinaudo  | Tomos             |           | 4      |
| DNF | Ángel Nieto    | Derbi             | val       |        |
| DNF | Jos Schurgers  | Van Veen-Kreidler |           |        |

1950 · 1951 · 1952 · 1953 · 1954 · 1955 · 1957 · 1958 · 1959 · 1960 · 1961 · 1962 · 1963 · 1964 · 1965 · 1966 · 1967 · 1968 · 1969 · 1970 · 1971 · 1972 · 1973 · 1974 · 1975 · 1976 · 1977 · 1978 · 1979 · 1980 · 1981 · 1982 · 1983 · 1984 · 1985 · 1986 · 1987 · 1988 · 1989 · 1990 · 1991 · 1992 · 1993 · 1994 · 1995 · 1996 · 1997 · 1998 · 1999 · 2000 · 2001 · 2002 · 2003 · 2004 · 2005 · 2006 · 2007 · 2008 · 2009 · 2010 · 2011 · 2012 · 2013 · 2014 · 2015 · 2016 · 2017 · 2018 · 2019 · 2020 · 2021 · 2022 · 2023 · 2024 · 2025